# Monastero di Metsaranits
Il monastero di Metsaranits   (anche denominato Surp Hakob, san Giacomo) sorge su un crinale lungo le sponde del fiume Kolatak, a circa due chilometri dall'omonimo villaggio ubicato nel distretto di Kəlbəcər dell'Azerbaigian, precedentemente nella regione di Martakert della repubblica di Artsakh (già denominata repubblica del Nagorno Karabakh).

## Datazione
Non si hanno elementi certi riguardo alla data di costruzione di questo complesso che nella letteratura storica viene anche citato come "tempio di Metsaranits", espressione che potrebbe lasciar intendere un'origine più remota. Metsarank era il nome di uno dei villaggi della zona (toponimo poi modificato in Nerkin Khachen) e ora non più sulle mappe locali.
La più antica iscrizione è incisa su un piedistallo di un khachkar, che fu poi collocato nella parete della chiesa come materiale da costruzione, e si riferisce all'anno 851. Altre informazioni sono riportate su un manoscritto custodito al museo Matenadaran di Erevan dove si dichiara che i costruttori del tempio Surp Hakob furono nel 1212 Vakhtang e Khorishah, genitori di Hasan Jalal.
Le costruzioni residenziali che uniscono la Chiesa del sud dal lato orientale secondo un'altra iscrizione sono state edificate nel 1725. La parte principale delle costruzioni è stata costruita tra il XII e il XIII secolo.

## Struttura
Il complesso è costituito da due chiese, due vestiboli, un vano di abitazione ed edifici di servizio. Tutti gli edifici si uniscono tra di loro e sono per lo più collegati da passaggi comuni.
La prima chiesa del monastero di Surb Hakob era costituita da un lungo corridoio una navata rettangolare (dimensioni 7,8 x 3,2 m). Come gli analoghi vestiboli di Dadivank e di Tatev, la parte inferiore della parete anteriore è anche un porticato formato da tre arcate. I pilastri e gli archi sono in pietra tagliata e risaltano molto sullo sfondo di tutta la parete.
Nelle pareti del vestibolo sono ampiamente utilizzati khachkar in pietra rosa, con iscrizioni epigrafiche frammentarie.
La seconda chiesa presenta una forma rettangolare semplice sala (8,0 x 3,4m) con un'abside orientale. Il vestibolo a tre arcate funge da fronte unico per l'ingresso a entrambe le chiese e dà anche un aspetto suggestivo di tutto il complesso.

## Stato di conservazione
Il complesso si presenta oggi in stato di abbandono e parziale rovina. È toccato dal sentiero escursionistico Janapar.

## Galleria d'immagini

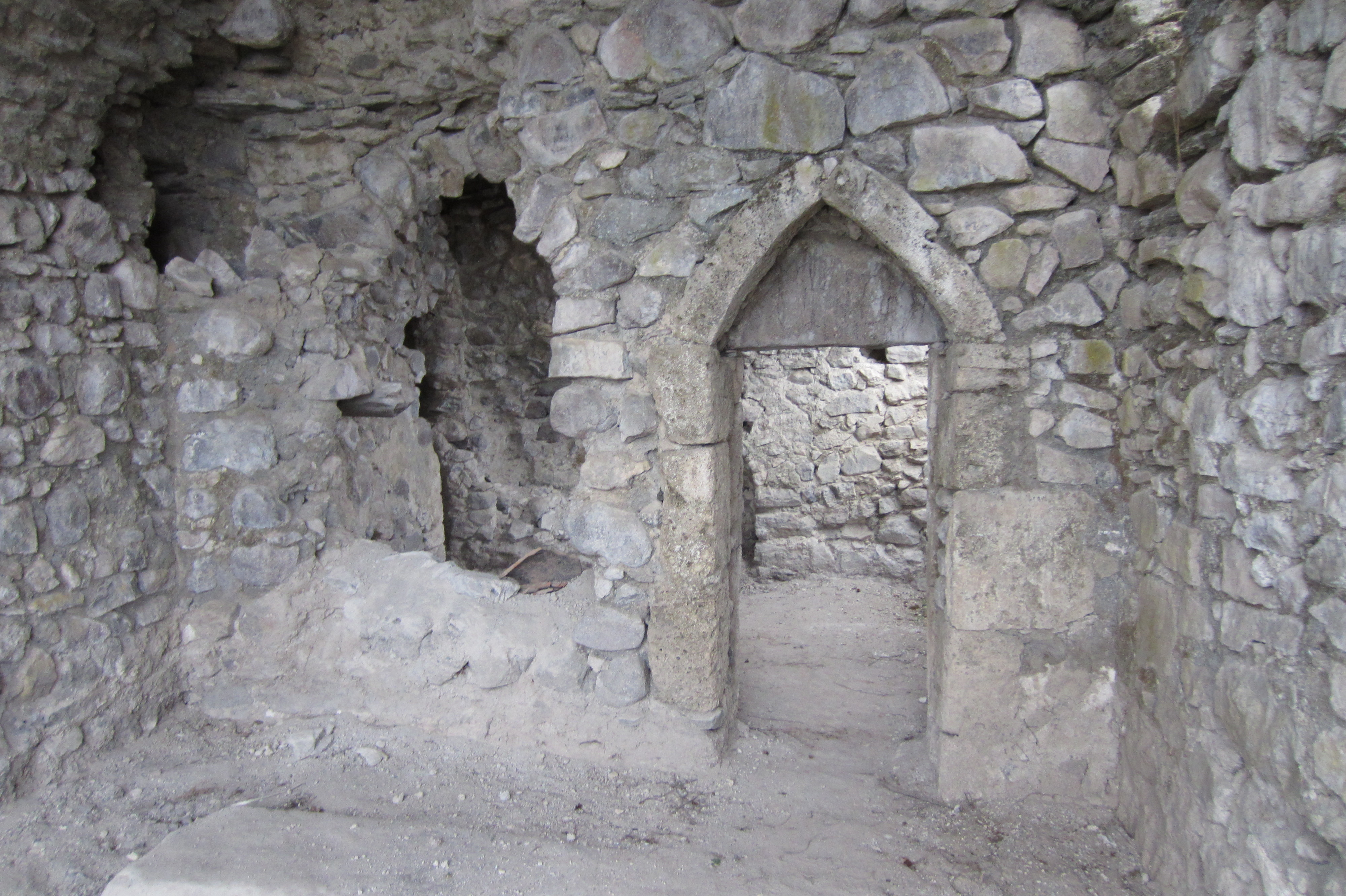
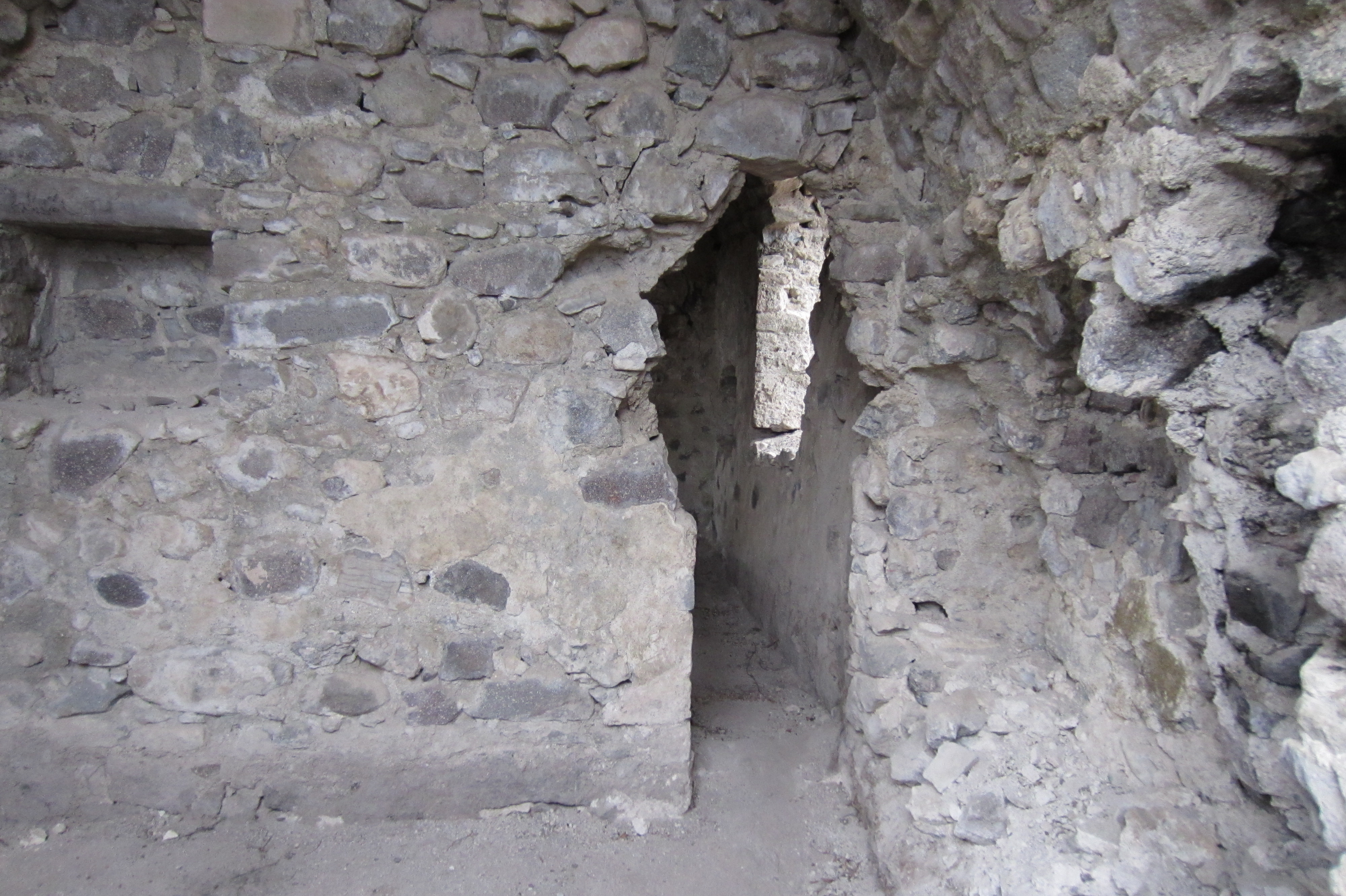
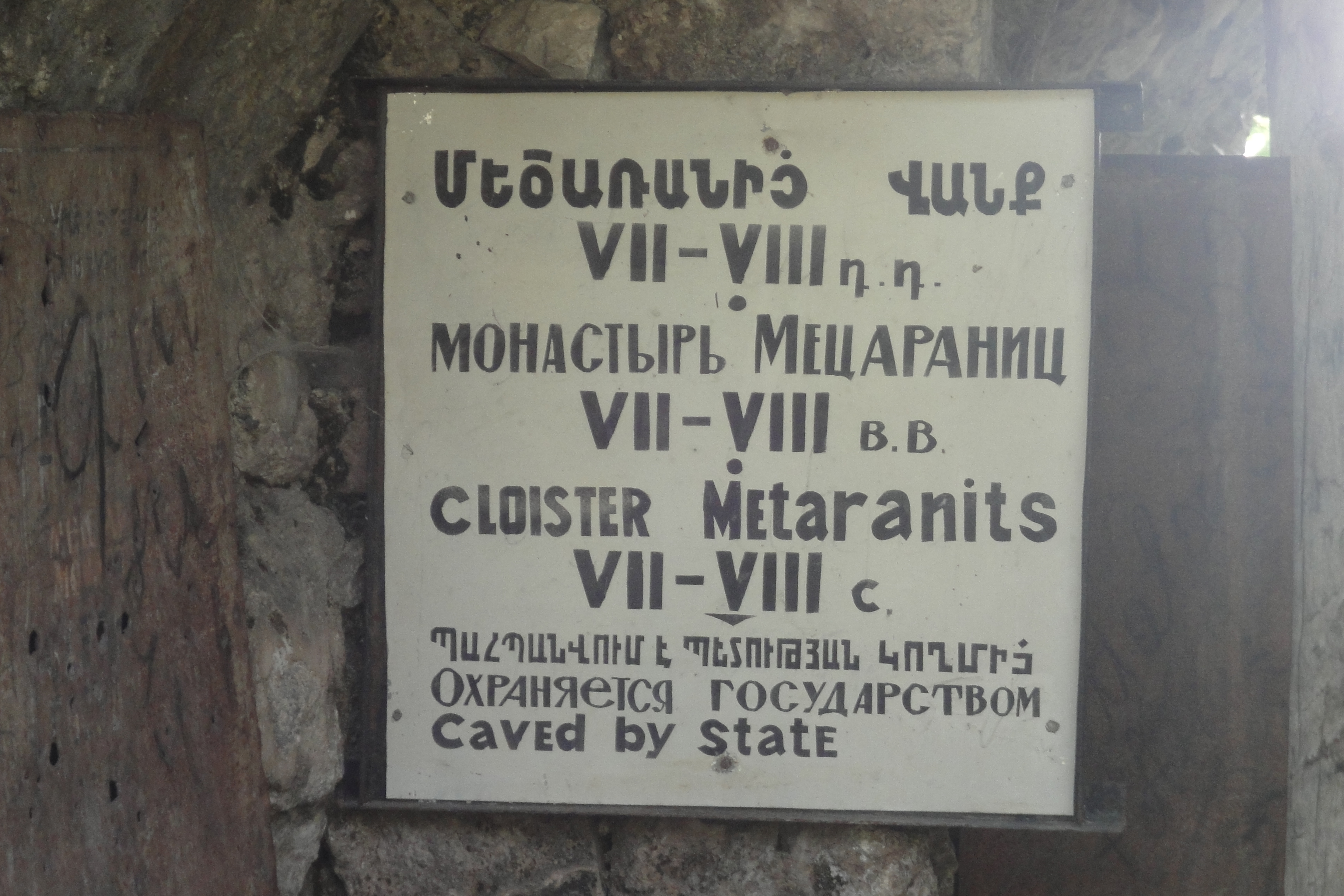
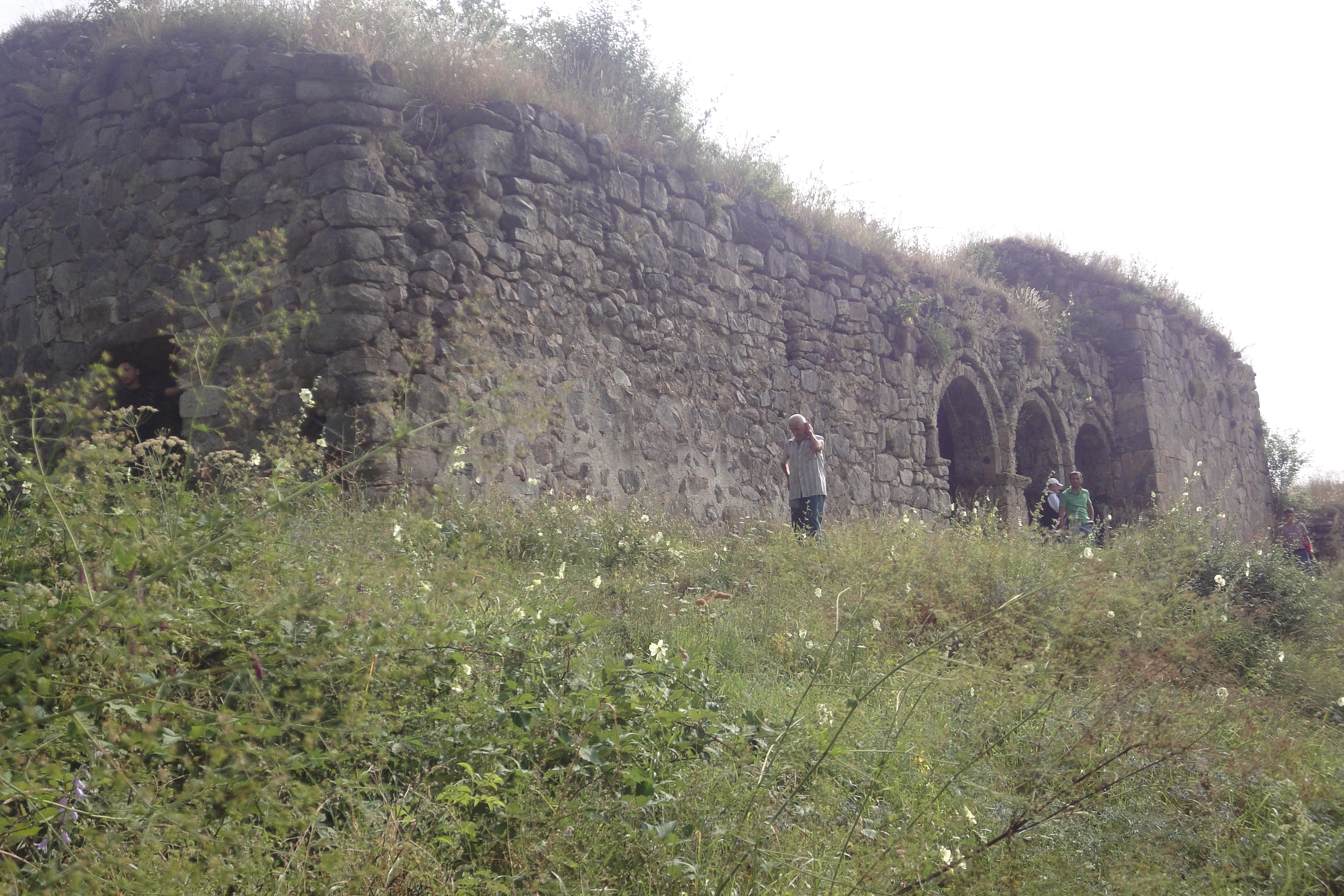
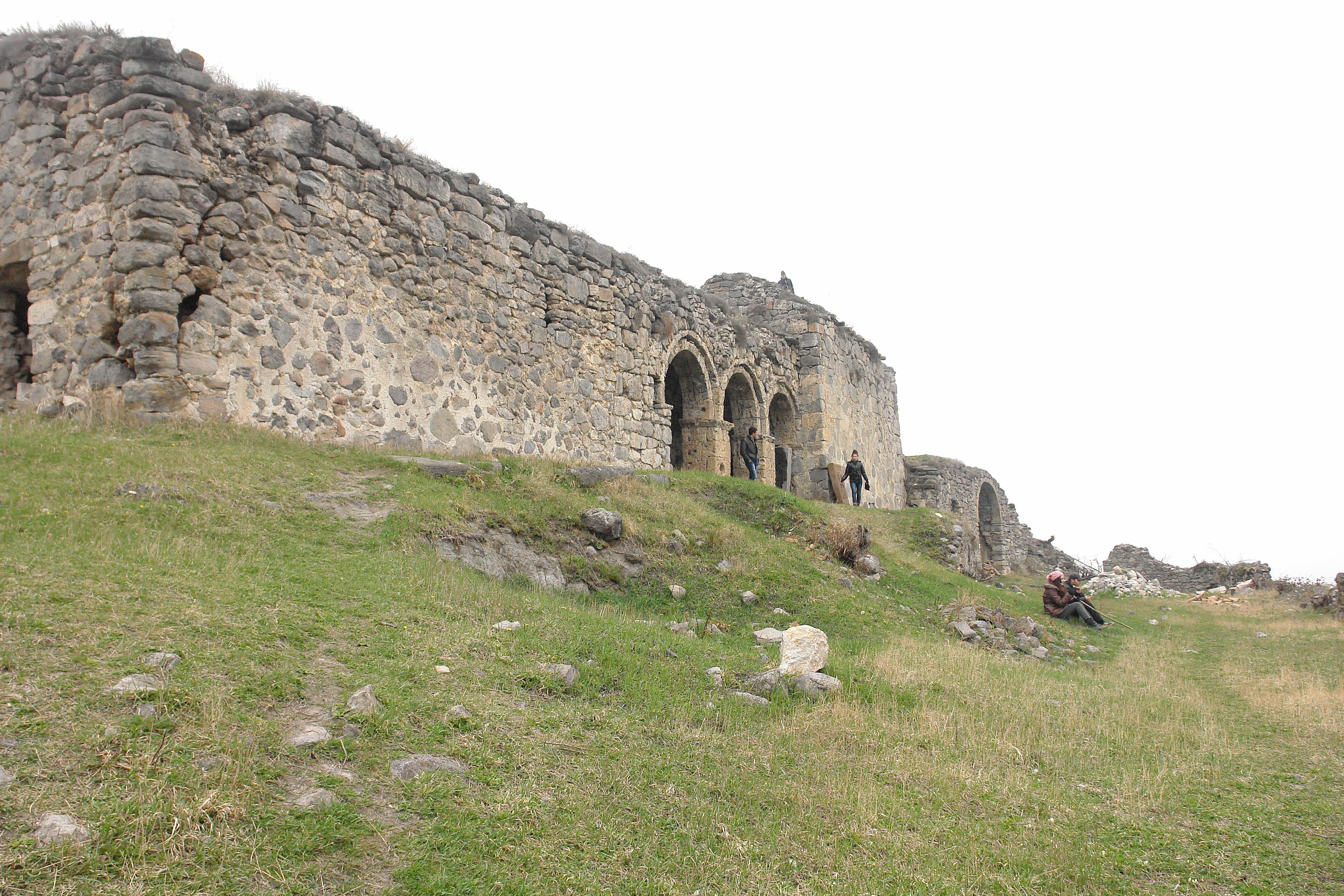
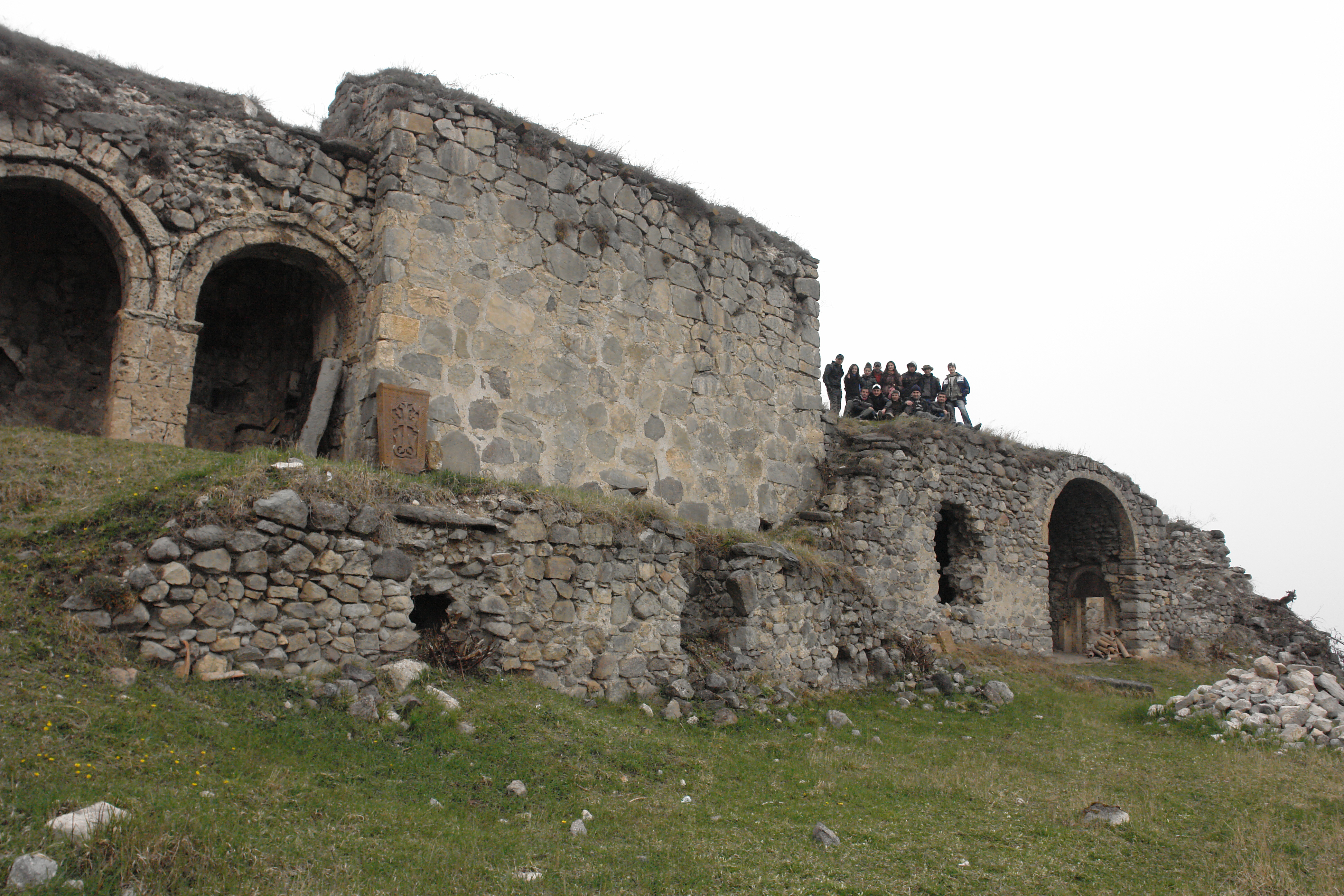
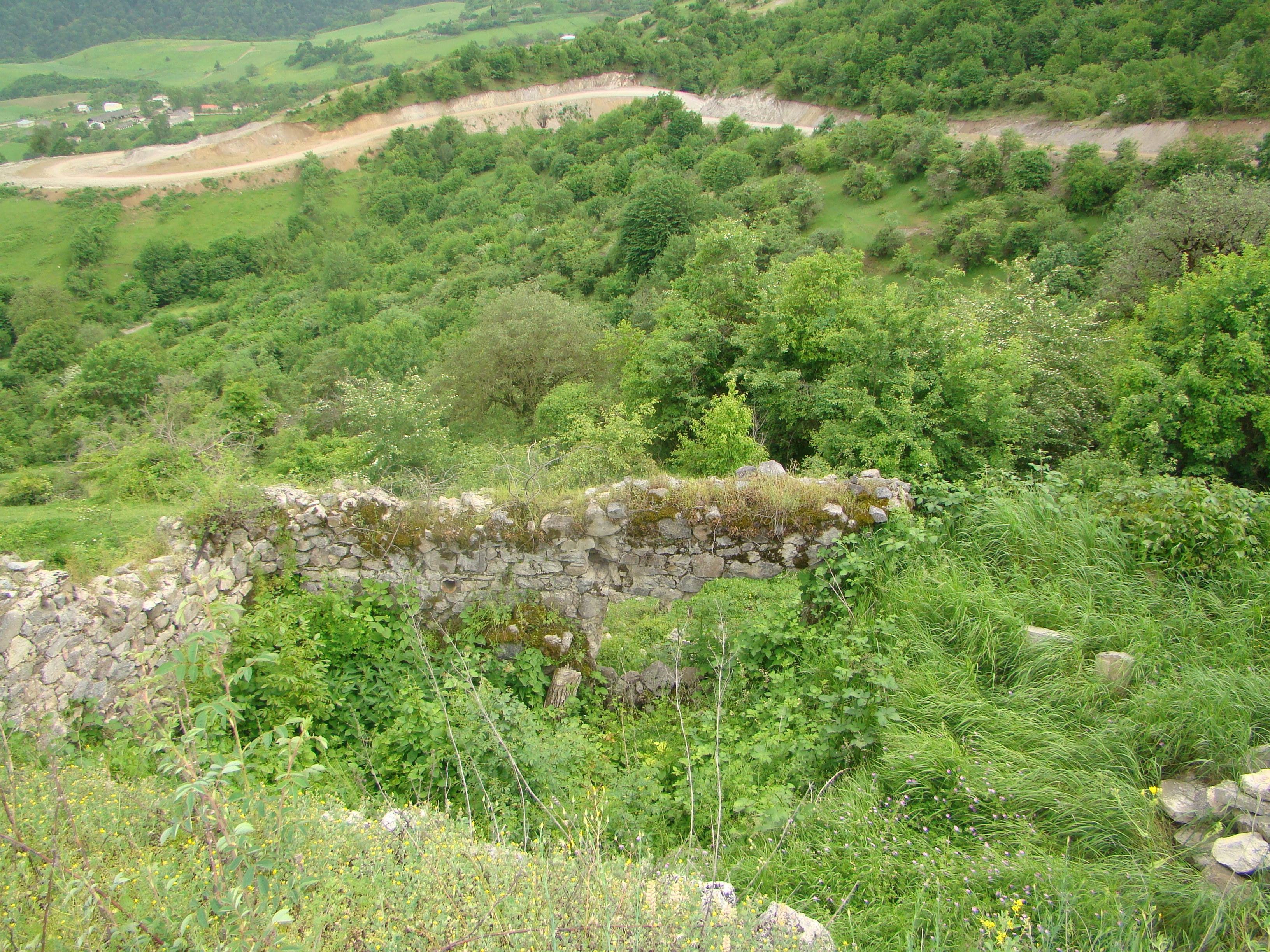
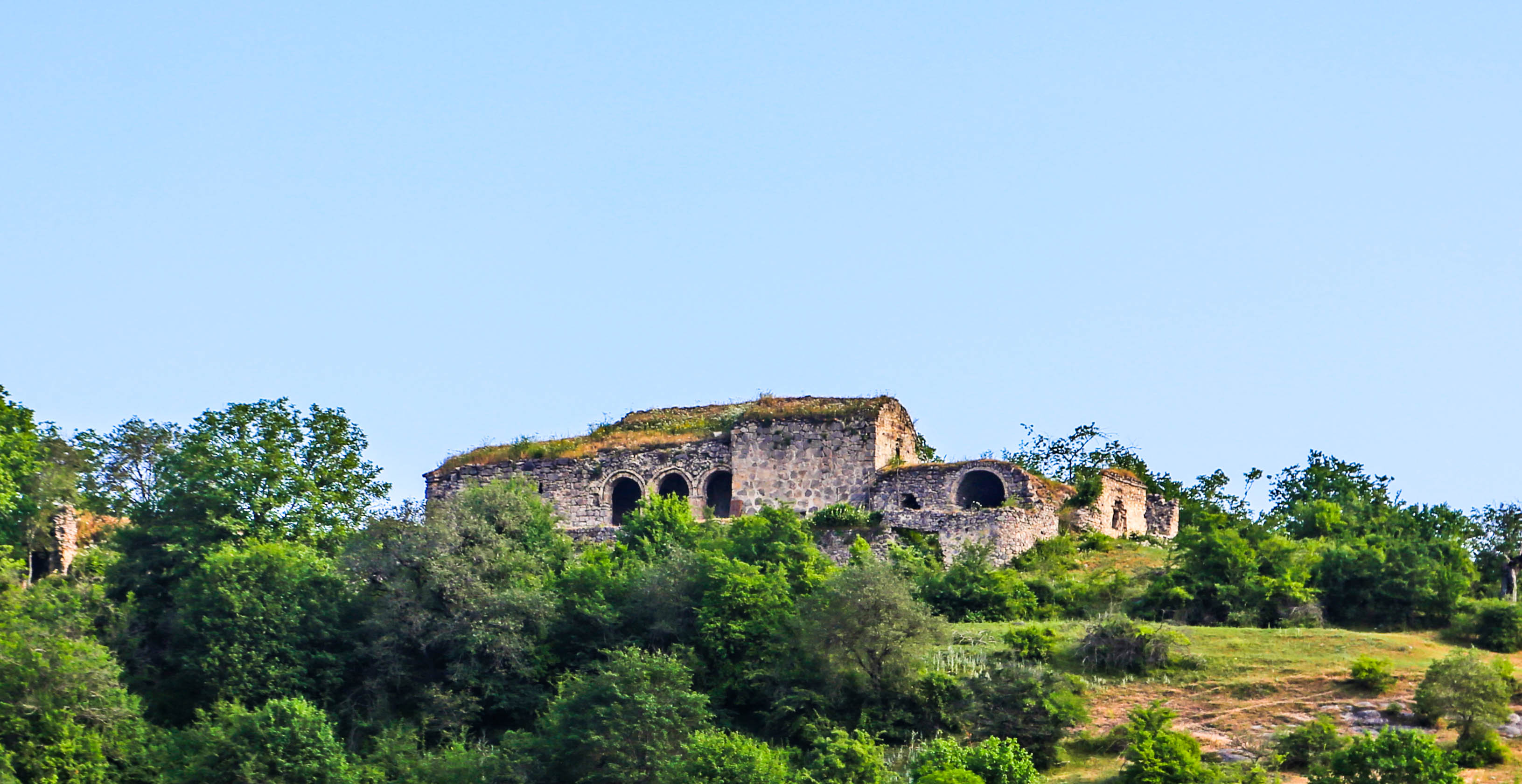